# Wellenläufer-Trilogie
Die Wellenläufer-Trilogie ist eine Fantasy-Romanserie von Kai Meyer, der erste Band erschien 2003. Zusätzlich gibt es das Hörspiel Der Klabauterkrieg, das die Geschichte zweier Protagonisten der Bücher erzählt. Das Hörspiel endet an der Stelle, an der sie im ersten Buch den anderen Protagonisten begegnen.

## Romane

### Teil 1 – Die Wellenläufer
Jolly ist die Adoptivtochter des Kapitäns des Piratenschiffs Magere Maddy und besitzt die seltene Gabe auf der Wasseroberfläche zu laufen. Kinder mit dieser Fähigkeit werden „Quappen“ genannt und wurden als Resultat einer magischen Erschütterung vor 14 Jahren geboren. Quappen sind unter Piraten hoch geschätzt, da sie ihnen bei ihren Kaperfahrten eine große Hilfe sind, werden aber auch verfolgt, und zunächst glaubt Jolly die letzte lebende Quappe zu sein. Die Handlung beginnt In medias res inmitten einer Seeschlacht: Die Crew der Mageren Maddy ist gerade dabei ein spanisches Handelsschiff zu entern, als sie in eine Falle gerät. An Deck des Handelsschiffes erwartet die Crew anstatt reicher Beute tödliche Spinnen, die sogleich jeden Piraten an Bord beißen und somit töten. Nur Jolly kann sich in die Galionsfigur retten. Dort befindet sich jedoch auch eine Spinne, die Jolly beißt. Jolly strandet bewusstlos an der Küste einer Karibikinsel und wird von einem Jungen entdeckt.
Dort wird sie sofort von Munk, der, wie sich herausstellt, auch eine Quappe ist und damit ebenfalls auf dem Wasser laufen kann, und seinen Eltern aufgenommen und umsorgt. Auf dieser Insel kommt Jolly zum ersten Mal in Kontakt mit Magie, Geistern und dem Geisterhändler. Als dieser die Insel nach seinem letzten Besuch wieder verlassen will, wird er von Jolly und Munk verfolgt, da er Jolly seltsam vorkommt. Nach einer Weile beginnt es tote Fische vom Himmel zu regnen. Alarmiert durch einen markerschütternden Schrei, rennen Jolly und Munk zurück zur Insel von Munks Eltern. Dort finden sie ein riesiges Monster vor, das sich anscheinend aus den Abfällen des Meeres zusammengesetzt und Munks Eltern ermordet hat. 
Völlig niedergeschlagen kehren Munk und Jolly zurück zum Schiff des Geisterhändlers, um mit ihm das Piratennest New Providence aufzusuchen. Jolly erhofft sich dort Hinweise auf die Leute zu finden, die die Magere Maddy in einen Hinterhalt gelockt und versenkt haben. 
Anstatt auf den erhofften Hinweis stößt Jolly auf die Piratenprinzessin Soledad und die beiden freunden sich an. Als plötzlich halb New Providence nach Jolly und Soledad sucht, flüchten die beiden zusammen mit Munk, dem Geisterhändler, Captain Walker und Buenaventure. Captain Walker und Buenaventure stellen ihr Schiff, die Carfax, gegen Bezahlung zur Verfügung, da das Schiff des Geisterhändlers nicht mehr seetauglich ist. Wie sich herausstellt, befindet sich noch ein blinder Passagier auf dem Schiff: Griffin, ein einfacher Schiffsjunge, der sich unter Deck versteckt hält, bis er von Munk gefunden wird.
Die Crew steuert als Nächstes eine weitere Piratenstadt an: Tortuga. Nach der Pleite in New Providence will Jolly nochmals versuchen, die gewünschten Informationen zu beschaffen. Aber anstatt der gewünschten Hinweise, finden die Piraten nur ein weiteres Mitglied für ihre Crew: Den hexhermetischen Holzwurm, auch Wurm genannt. Als die Piraten erneut flüchten müssen, haben sie nicht soviel Glück wie in New Providence, denn sie werden von einem anderen Schiff verfolgt. Als es schließlich zu einer Seeschlacht kommt, werden Jolly und Griffin vom Rest der Crew getrennt und landen auf einer einsamen Insel. Die restlichen Piraten fahren weiter nach Aelenium, einer Seesternstadt, die das eigentliche Ziel ihrer Expedition war.

### Teil 2 – Die Muschelmagier
Im Laufe der Seeschlacht gehen Griffin und Jolly über Bord, können sich jedoch auf eine Lavainsel retten. Dort treffen sie auf Agostini, einen Brückenbauer, und Eingeborene, die eine große Holzbrücke zu einer anderen Insel bauen. Als Jolly und Griffin diese Brücke jedoch fast bis zum Ende gehen, merken sie, dass diese in Wirklichkeit zum Mare Tenebrosum führt. Sie können sich dessen hypnotischer Wirkung entziehen und werden von dem Geisterhändler und einigen Aelenianern auf Hippocampen, riesigen Seepferden, nach Aelenium, eine Korallenstadt und Wächter des Mahlstromes, gebracht. Dort wird Jolly zusammen mit Munk von Urvater in Muschelmagie unterrichtet. Außerdem lernt sie, dass Quappen, mit großer Geschwindigkeit im Kopfsprung, ins Wasser gelangen können. Sie können unter Wasser atmen, reden, sehen, gehen und sehr schnell schwimmen.
Kurz darauf bricht Soledad mit Captain Walker und dem Geisterhändler zum geheimen Treffen der Karibikpiraten auf, um Hilfe für Aelenium zu erbitten und gleichzeitig um ihren Vater zu rächen. Währenddessen stößt Jolly durch einen Zufall auf eine Spur, die zu Bannon führt und da sie ohnehin nicht so begeistert von Munks neuer Arroganz und ihrer bevorstehenden Aufgabe ist, kapert sie ein Schiff und segelt zum Delta des Orinoco. Unterwegs stellt sie fest, dass Buenaventure und der hexhermetische Holzwurm als blinde Passagiere mitgekommen sind, um ihr beizustehen. Griffin bricht ebenfalls auf, um Jolly beizustehen, wird jedoch von einem Wal lebendig verschluckt.
In der Nähe des Deltas stellt Jolly fest, dass Bannon nicht tot ist, wie sie geglaubt hat, sondern sie verraten hat und mit seiner Crew zu dem Kannibalenkönig Tyrone übergelaufen ist. Außerdem begegnet sie den drei Wasserweberinnen, die ihr die Wahrheit über Aelenium und die Entstehung der Welt erzählen. Daraufhin beschließt Jolly, dass sie den Kampf gegen den Mahlstrom aufnehmen wird.
In der Zwischenzeit kann Soledad ihren Vater rächen, nicht jedoch die Piraten überzeugen, ihnen zu helfen, da jenen von Tyrone eine große Beute versprochen wird. Weil der Geisterhändler, Walker und sie vermuten, Tyrone könnte mit dem Mahlstrom verbündet sein, begeben sie sich zu seiner Festung im Orinocodelta und treffen dort auf Jolly, Buenaventure und den Holzwurm. Dieser kann einen Teil von Tyrones Schiffsflotte zerstören, indem er Löcher in die Planken frisst. Daraufhin kehren die sechs nach Aelenium zurück.

### Teil 3 – Die Wasserweber
Griffin, der im Magen des Wals auf den ehemaligen Mönch Ebenezer traf, kann den Mann und den Wal davon überzeugen, nach Aelenium zu schwimmen, um der Stadt beizustehen. Währenddessen brechen Jolly und Munk in Richtung Schorfenschrund, dem Ursprung des Mahlstroms, auf, können sich aber doch noch von Griffin verabschieden. Danach tauchen die beiden Quappen auf den Grund des Meeres hinab. An der Oberfläche beginnt derweil der Krieg um Aelenium: Griffin, Soledad, Walker und Buenaventure kämpfen auf unterschiedlichen Posten und drohen zwischendurch von den schieren Massen an Klabautern überrannt zu werden. Der hexhermetische Holzwurm beginnt, sich zu verpuppen.
Unterdessen begegnen Munk und Jolly in mehreren zehntausend Fuß Tiefe Aina. Sie erzählt, sie sei eine der Quappen, die vor Tausenden von Jahren den Mahlstrom das erste Mal besiegten. Dabei wurden sie jedoch zusammen mit ihm eingeschlossen, nur Aina konnte entkommen und will nun mithilfe der beiden ihre Freunde befreien. Sie machen sich zu dritt auf den Weg. Beim Klabauterberg, dem Ort, an dem die ersten Klabauter geschlüpft sind, werden Jolly und Munk von einer starken Strömung getrennt. Aina stellt sich als feindlich heraus, nimmt Jolly gefangen und sperrt sie in den Klabauterberg. 
Um Aelenium toben derweil die Kämpfe weiter: Jasconius, der Wal, kämpft gegen eine Riesenqualle, den Herren der Klabauter, und kann ihn letztendlich besiegen, indem er sich selbst opfert und ihn verschluckt. Die Klabauter fliehen zwar wegen des Todes ihres Herren, aber dafür taucht Tyrone, der Kannibalenkönig, mit seiner Flotte aus Piraten und Kannibalen auf. Auch wenn der hexhermetische Holzwurm nach seinem Schlüpfen ein gefiederter Schlangengott ist und ein Seeschlangengott die Ankerkette der Stadt beschützt, bricht der Verteidigungswall um die Stadt an zwei Stellen.
Unter Wasser trifft Jolly Kangusta, die im Klabauterberg eingesperrte Mutter der Klabauter. Sie kann mit deren Hilfe aus dem Berg entkommen und trifft am Schorfenschrund auf Munk, der Aina, die in Wirklichkeit selbst der Mahlstrom ist, zu folgen scheint. Er sperrt Jolly in eine magische Perle, die daraufhin vom Mahlstrom eingesaugt wird. Da Aina im Mahlstrom keine Macht hat, folgt Munk Jolly und erzählt ihr von seinem Plan, den Mahlstrom zu besiegen. Er hatte Aina schon vorher durchschaut, jedoch keine Möglichkeit gesehen, Jolly zu warnen. Weil sich im Inneren des Mahlstroms keine Muschel befindet, in die sich die Magie der Perle zurückziehen könnte, explodiert die Perle, Munk und Jolly werden fortgespült und der Mahlstrom wird zerstört. Dies löst eine riesige Flutwelle aus, die große Teile Aeleniums zerstört, jedoch auch fast alle aus Tyrones Flotte tötet. Jolly wird nach einem erneuten Besuch bei den Wasserweberinnen nach Aelenium zurückgebracht, dort trifft sie Munk, Griffin, Soledad, Walker, Buenaventure, den Geisterhändler und den Schlangengott wieder, die alle die Kämpfe überlebt haben.

## Hörspiel

### Hintergrund
Am 29. November 2008 erschien das Hörspiel Der Klabauterkrieg auf CD. Es ist eine Produktion des WDR mit Kai Meyer als Autor. Regie führte Jörg Schlüter und für die Komposition war Rainer Quade verantwortlich. Die Handlung ist prinzipiell von den Romanen unabhängig, spielt jedoch vor deren Ereignissen. 

### Der Klabauterkrieg
Die Geschichte beginnt in einer Kneipe in Port Nassau auf New Providence, in der Kapitän Walker zur Tilgung seiner Spielschulden seine und Buenaventures Geschichte erzählen soll:
Walker ist seit zehn Jahren Gefangener der Scherbengruben von Antigua und damit von Gouverneur Greyshade. Er wurde mit sechs Jahren gefangen genommen, als seine Mutter, die Piratenkapitänin Kindra, verraten und zum Tode verurteilt wurde. In den Scherbengruben muss er die verletzten Kämpfer versorgen, unter anderem auch Buenaventure, mit dem er sich anfreundet. 
Eines Tages kommt ein Kapitän, Salamanca, und verhilft den beiden zur Flucht, da er mit Walkers Hilfe Kindras Schatz in der Klabauterkrone finden will.
Salamanca hat Kindras altes Schiff, die Carfax, gekauft und sticht nach den Hinweisen eines Schrumpfkopfes in See. Sie segeln in die Region der Klabauterkriege, zur Santa Maria, einer Insel, auf der die dreiäugige Madonna zu finden ist. Nachdem die Schatzsucher sie gefunden haben, entdeckt Walker einen Hinweis in der Madonna, woraufhin sie zur Insel der Tränennixe aufbrechen. Wie sich herausstellt ist die ganze Insel die Klabauterkrone, doch bevor sie etwas machen können, werden Walker, Buenaventure und Salamanca von Klabauteraffen angegriffen. Sie flüchten auf eine kleine Insel mit einem Tempel, in dem Lalane, die Tränennixe, lebt. Sie übermittelt Walker eine Botschaft von seiner Mutter und er findet den Schatz in der Asche seiner Mutter. Es kommt zum Kampf mit Salamanca, der gesteht, Kindra vor zehn Jahren verraten zu haben. In dem Moment kommt Lalane Walker zu Hilfe und zieht Salamanca mit sich unter Wasser. 
Daraufhin wird Walker zum Kapitän der Carfax gewählt. 
Abrupt wird Walker in seiner Geschichte unterbrochen, als der Ruf ertönt, dass die Spanier Port Nassau angreifen. Er flieht mit Buenaventure nach draußen und wird dort vom Geisterhändler angeheuert.

## Personen
Jolly ist die Hauptfigur der Trilogie. Sie ist ein Waisenkind und eine Quappe. Jolly wird von dem gefürchteten Piratenkapitän Bannon aufgezogen. Dieser erzählt ihr, dass er sie von einem Sklavenmarkt kaufte. Als sie später von der Jagd auf Quappen erfährt, beginnt sie an dieser Darstellung zu zweifeln. Durch die Fähigkeit über Wasser zu gehen ist sie den Piraten von großem Nutzen. Ihre anderen Quappenfähigkeiten lernt sie erst in Aelenium zu nutzen. Sie verliebt sich im Laufe der Geschichte in den Piratenjungen Griffin.
Munk ist ein Farmerjunge und wie Jolly eine Quappe. Er rettet sie nach dem Hinterhalt gegen ihre Mannschaft aus dem Wasser. Als Jolly ihn kennenlernt, ist es sein Traum ein Pirat zu werden, da ihn das Leben als Farmer langweilt. Er wird vom Geisterhändler als Quappe identifiziert. Dieser lehrt ihn Muschelmagie einzusetzen und bringt ihm gelegentlich alte und seltene Muscheln mit. Sein anfangs fröhlicher Charakter wandelt sich nach dem Tod seiner Eltern zu einem immer arroganteren. Zu einer Besessenheit wird sein Interesse für die Muschelmagie, die er mit zunehmender Grausamkeit gegen seine Gegner einsetzt. Auch wenn er eifersüchtig auf Griffin ist, weil er ebenfalls in Jolly verliebt ist, richtet er sich am Ende gegen den Mahlstrom und zerstört ihn.
Der Geisterhändler ist ein Händler, der Geister einsammelt und an Farmer verkauft. Er freundet sich mit Munk an und beginnt ihn ohne dessen Wissen auf den Kampf gegen den Mahlstrom vorzubereiten. Nach dem Tod von Munks Eltern nimmt er Jolly und Munk auf seinem Geisterschiff mit. Zu seinen übermenschlichen Fähigkeiten gehören unter anderem die Verwandlung von Menschen in Geschichten, das Einsammeln und Beschwören von Geistern und das Zurücklegen großer Entfernungen in Sekunden. Später erfährt Jolly von den Wasserweberinnen, dass der Geisterhändler ein Gott ist. Er hat den Auftrag, die Quappen nach Aelenium zu bringen. Der Geisterhändler wird auch als „der Einäugige“ oder als Rabengott bezeichnet. Er wird meist von seinen Papageien Hugh und Moe begleitet.
Griffin ist ein Piratenjunge. Durch seine Neigung zu Betrügereien wird er allerdings des Öfteren von verschiedenen Piratenschiffen geworfen. Er kennt Jolly seit längerem und verliebt sich später in sie. Wie Soledad schließt er sich den Quappen an, um von New Providence zu fliehen. Er lässt sich in Aelenium zum Rochenreiter ausbilden, um die Stadt zu verteidigen.
Prinzessin Soledad ist die Tochter des ermordeten Piratenkaisers Scarab. Seit Kenndrick ihren Vater tötete und dessen Platz einnahm, strebt Soledad danach ihn zu töten und selbst Piratenkaiserin zu werden. Sie scheitert allerdings bei ihrem ersten Mordversuch und schließt sich den Quappen und ihren Gefährten an, um von New Providence zu fliehen. Nachdem es ihr gelungen ist, Kenndrick zu besiegen, kehrt sie nach Aelenium zurück und hilft als Taucherin bei der Verteidigung Aeleniums. Am Ende der Geschichte entwickelt sie eine Beziehung zu Walker.
Walker ist ein bekannter und erfahrener Piratenkapitän. Der Geisterhändler bringt ihn durch einen Trick dazu, die Quappen nach Tortuga zu bringen. Nachdem deshalb ein Kopfgeld auf ihn und Buenaventure ausgesetzt wird, willigt er ein, die Quappen weiter nach Aelenium zu begleiten. Sein Schiff ist die Carfax. Er kämpft auf der Seite der Verteidiger Aeleniums. Letzten Endes kommt er mit Soledad zusammen.
Buenaventure ist Walkers Freund und Steuermann. Er hat den Kopf eines Pitbulls und ist stärker als normale Menschen. Er wird von Walker auch als „Veteran der Scherbengruben von Antigua“ bezeichnet, auch wenn auf seine Taten in den Scherbengruben nicht weiter eingegangen wird. Genau wie Walker schließt er sich den Verteidigern Aeleniums an.
Der hexhermetische Holzwurm, meist einfach „Wurm“ genannt, wird von Jolly in Tortuga gefunden und gerettet. Dort lebte er in einem Schiffswrack und gab sich als Orakel aus, ohne sich jedoch zu zeigen. Er erzählt Jolly, Munk und Griffin verschiedenes über den Mahlstrom, verrät jedoch nicht wirklich, wie er zu diesem Wissen kam. Seine Dichtkünste stoßen auf gemischte Rückmeldungen, bringen ihm in Aelenium allerdings Namen wie „Wunderwurm“, „Maestro Poeticus“, „Quell Schöner Sprache“, „Lancelot labenden Liedguts“ oder „Diamant der Dichtkunst“ ein. Später verpuppt er sich und wird zum geflügelten Schlangengott.
Der Acherus ist ein Diener des Mahlstroms. Er ist aus Schlamm und Leichenresten geformt und mehrere Meter hoch. Munk zerstört ihn mithilfe der Geister, die auf der Farm seiner Eltern arbeiteten. Der Acherus war ursprünglich eine Quappe, die vom Mahlstrom verwandelt wurde.
Agostini ist ein Brückenbauer, der eine Brücke ins Mare Tenebrosum baut und ein Gestaltwandler, ein Wyvern.
Aina ist eine Quappe, die vor mehreren tausend Jahren geboren wurde. Sie erscheint Jolly und Munk auf dem Weg zum Schorfenschrund, besitzt aber keinen festen Körper. Nachdem Jolly und Munk getrennt werden, erfährt Jolly, dass Aina in Wahrheit selbst zum Mahlstrom geworden ist. Munk hatte Aina bereits zuvor durchschaut, konnte es Jolly aber nicht sagen, ohne dass Aina es mitbekommen hätte. Sie hat das Festland verlassen, da sie von den Menschen wegen ihrer Kräfte verstoßen wurde und ließ sich mit den Meistern des Mare Tenebrosum ein, die ihr schließlich halfen, zum Mahlstrom zu werden.
Bannon ist ein Piratenkapitän und Jollys Ziehvater. Er ist als „Seeteufel der Antillen“ bekannt. Am Anfang des ersten Buches wird er in einen Hinterhalt gelockt. Auch wenn Jolly sich weigerte an seinen Tod zu glauben, sprach alles dafür. Es stellt sich später heraus, dass er sich Tyrone angeschlossen hat.
D´Artois ist Hauptmann der Rochengarde in Aelenium und Oberbefehlshaber.
Ebenezer ist der Mönch, der in dem Wal Jasconius lebt. Griffin trifft ihn, als er von Jasconius verschluckt wird. Ebenezer hat den ehrgeizigen Plan, die erste Schenke im Bauch eines Wals zu eröffnen. Er schließt sich mit Jasconius den Verteidigern von Aelenium an. Der Wal kämpft tapfer in der Schlacht um Aelenium und opfert sich zuletzt, um den Herren der Klabauter zu töten. Ebenezer jedoch überlebt.
Graf Aristoteles ist der Vorsitzende des Rates in Aelenium.
Der Herr der Klabauter ist wie der Acherus eine Quappe, die vom Mahlstrom verwandelt und versklavt wurde. Er hat die Erscheinung eines Jungen, der in einer Riesenqualle eingeschlossen ist. Die Qualle bezieht ihre Kraft aus dem Wasser und kann ihre Wunden heilen, wenn sie sich im Wasser befindet.
Kangusta ist die Mutter der Klabauter und ihre eigentliche Herrscherin. Doch Aina hat ihr mit dem Herren der Klabauter ihre Brut entrissen. Nun sitzt sie eingeschlossen im Klabauterberg. Jolly findet sie und verspricht ihr, den Befehl über die Klabauter für sie zurückzuerlangen, im Gegenzug dafür, dass sie Jolly nach draußen hilft.
Rouquette und Galiano sind die beiden Ältesten des Rates der Antillenkapitäne. Sie versuchen Tyrone aufzuhalten, als er nach Aelenium will, scheitern aber und verlieren ihr Leben.
Tyrone ist ein gefürchteter Piratenkapitän. Anfangs erfährt man von ihm nur, dass er als verschollen gilt. Einige Legenden behaupten, er hätte sich zum Herrscher der Kannibalenvölker des Orinoco-Deltas aufgeschwungen. Es stellt sich heraus, dass er tatsächlich zu ihrem König geworden ist. Jahre später taucht er bei einer Beratung mit den wichtigsten Antillenkapitänen wieder auf und verspricht ihnen Unterstützung bei dem Überfall auf eine schwer befestigte spanische Hafenstadt. In Wahrheit ist es ein Ablenkungsmanöver, denn Tyrone hat sich längst dem Mahlstrom angeschlossen und plant einen Angriff auf Aelenium.
Urvater ist der Lehrer der Quappen in Aelenium. Er ist selbst keine Quappe, weiß aber alles über deren Fähigkeiten. Jolly erfährt von den Wasserweberinnen, dass Urvater in Wahrheit der Schöpfer der Welt ist, in der die Menschen leben. Damit ist er der älteste aller Götter.

## Orte und Begriffe
Aelenium ist eine schwimmende Stadt. Sie ist auf und in Korallen gebaut, die selbst auf einem riesigen Seestern gewachsen sind. Die Stadt ist mit einer schweren Kette am Meeresboden befestigt. Sie dient als Stützpunkt für die Wächter des Mahlstroms und ist Heimat einiger alter Götter.
Klabauter sind Meeresbewohner von annähernd menschlicher Form. Sie sind als die „Tiefen Stämme“ bekannt und verlassen fast nie das Wasser. Die verschiedenen Stämme sind untereinander verfeindet. Klabauter haben lange Krallen und mehrere Zahnreihen. Sie ernähren sich hauptsächlich von Aas. Sie werden vom Mahlstrom versklavt und gezwungen, sich zu einem einzigen Heerzug zu verbünden. Die Vorfahren der Klabauter stammen aus dem Mare Tenebrosum und haben sich mit Menschen eingelassen.
Der Mahlstrom ist ein gewaltiger Strudel im Ozean, den die Herrscher des Mare Tenebrosums ursprünglich aus Aina als Tor in unsere Welt erschaffen haben. Nachdem er von den ersten beiden Quappen eingeschlossen wurde, fühlte sich Aina von ihren Schöpfern verraten und beschloss, die Menschheit ohne sie zu vernichten. Der Mahlstrom entspringt einer gewaltigen Muschel im Schorfenschrund und enthält noch immer einen kleinen Teil des Mare Tenebrosums.
Das Mare Tenebrosum (lat. Meer der Finsternis) ist eine Parallelwelt, in der es kein Land gibt. Es ist die älteste Welt und die Herkunft von Göttern wie z. B. Urvater. Die jetzigen Herrscher des Mares wollen in unsere Welt wechseln, um über sie zu herrschen. Es ist nicht bekannt, ob es sich bei ihnen um Götter oder Sterbliche handelt, allerdings können sie mehrere tausend Jahre alt werden.
Quappen sind Kinder, die kurz nach einem Magieausbruch geboren wurden. Sie besitzen die Fähigkeit über Wasser zu laufen und Muschelmagie zu wirken. In Aelenium erfahren Jolly und Munk, dass sie außerdem unter Wasser atmen und sehen können. Zusätzlich überleben sie den Wasserdruck in großer Tiefe.

## Werk

### Textausgaben
- Die Wellenläufer – Band 1 der Wellenläufer-Trilogie, Loewe Verlag, 2003, ISBN 3-7855-4848-6
- Die Muschelmagier – Band 2 der Wellenläufer-Trilogie, Loewe Verlag, 2004, ISBN 3-7855-4985-7
- Die Wasserweber – Band 3 der Wellenläufer-Trilogie, Loewe Verlag, 2004, ISBN 3-7855-5188-6
- Der Klabauterkrieg (Vorgeschichte), Lübbe Audio, 2008, ISBN 978-3785737880

### Hörbuchausgaben
- Die Wellenläufer, leicht gekürzte Fassung, 5 CDs, gelesen von Andreas Fröhlich, Hörcompany, Hamburg 2004, ISBN 3-935036-57-4
- Die Muschelmagier, leicht gekürzte Fassung, 5 CDs, gelesen von Andreas Fröhlich, Hörcompany, Hamburg 2004,  ISBN 3-935036-58-2
- Die Wasserweber, leicht gekürzte Fassung, 6 CDs, gelesen von Andreas Fröhlich, Hörcompany, Hamburg 2005, ISBN 3-935036-59-0